# (12242) Coon
(12242) Coon, désignation internationale (12242) Koon, est un astéroïde troyen jovien.

## Description
(12242) Coon est un astéroïde troyen jovien, camp troyen, c'est-à-dire situé au point de Lagrange L5 du système Soleil-Jupiter. Il présente une orbite caractérisée par un demi-grand axe de 5,101 UA, une excentricité de 0,067 et une inclinaison de 29,8° par rapport à l'écliptique.
Il est nommé en référence au personnage de la mythologie grecque Coon, acteur du conflit légendaire de la guerre de Troie.

## Compléments